# 圣阿加特拉布特雷斯
圣阿加特-拉布特雷斯（法語：Sainte-Agathe-la-Bouteresse，法語發音：[sɛ̃t aɡat la butʁɛs]）是法国卢瓦尔省的一个市镇，位于该省西部，属于蒙布里松区。

## 地理
圣阿加特-拉布特雷斯（45°44'3"N, 4°3'18"E）面积11.75 平方千米，位于法国奥弗涅-罗讷-阿尔卑斯大区卢瓦尔省，该省份为法国中南部省份，北起顺时针与索恩-卢瓦尔省、罗讷省、伊泽尔省、阿尔代什省、上盧瓦爾省、多姆山省和阿列省接壤。
与圣阿加特-拉布特雷斯接壤的市镇（或旧市镇、城区）包括：阿尔坦、利尼翁河畔博安、蒙凡尔登、圣艾蒂安勒莫拉尔、圣富瓦-圣叙尔皮斯、特雷兰。
圣阿加特-拉布特雷斯的时区为UTC+01:00、UTC+02:00（夏令时）。

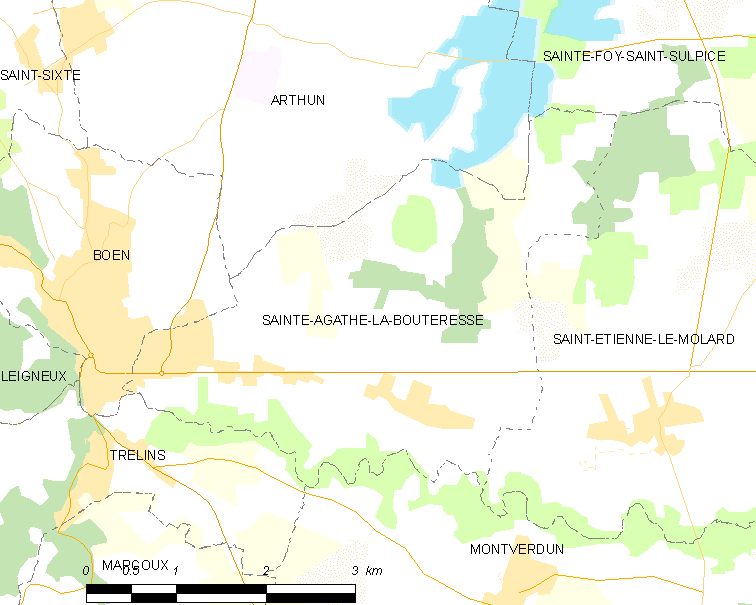
圣阿加特-拉布特雷斯的OSM定位图

## 行政
圣阿加特-拉布特雷斯的邮政编码为42130，INSEE市镇编码为42197。

## 政治
圣阿加特-拉布特雷斯所属的省级选区为利尼翁河畔博安县。

## 人口

1962-2008年间圣阿加特-拉布特雷斯人口变化图示

圣阿加特-拉布特雷斯于2022年1月1日时的人口数量为1052人。